# Kobylin (plaats)
Kobylin is een stad in het Poolse woiwodschap Groot-Polen, gelegen in de powiat Krotoszyński. De oppervlakte bedraagt 4,92 km², het inwonertal 3018 (2005).

## Verkeer en vervoer
- Station Kobylin